# René Berthelot
René Berthelot, född 1872, död 1960, var en fransk filosof. Han var bror till Philippe Berthelot och son till Marcellin Berthelot.
I tidskriften Évolutionnisme et platonisme (1908) utvecklade han under avvisande av darwinismens idéer en utvecklingsteoretisk platonism och drev gentemot pragmatismen och Henri Bergson en rationalistiskt-hegeliansk ståndpunkt, bekämpade bland annat läran om rumsåskådningen som grundval för all logisk evidens och giltighet. Berthelots huvudarbete är Un romantisme utilitarire (3 band, 1911-22).